# 大生 (成田市)
大生（おおう）は、千葉県成田市の大字。郵便番号286-0817。

## 地理
北は幡谷、東は成毛、南東は東和泉南は西和泉、西は荒海、北西は久住中央、飯岡に隣接している。

## 世帯数と人口
2017年（平成29年）10月31日現在の世帯数と人口は以下の通りである。
| 大字 | 世帯数 | 人口 |
| ---- | ------ | ---- |
| 大生 | 36世帯 | 74人 |

## 小・中学校の学区
市立小・中学校に通う場合、学区は以下の通りとなる。
| 番地 | 小学校             | 中学校             |
| ---- | ------------------ | ------------------ |
| 全域 | 成田市立久住小学校 | 成田市立久住中学校 |

## 施設
- 成田市大生共同利用施設
- 大生区防音公会堂
- 星神社